# Lago Dauphin
Il lago Dauphin è un lago del Canada, situato nella provincia di Manitoba circa 70 km a est della città omonima.
Il nome gli venne dato nel 1739 da Francois de La Verendrye in onore del delfino di Francia. 
Si trova tra due altri laghi più grandi: a sud ha il lago Manitoba mentre a nord ha il lago Winnipegosis, a cui è collegato tramite il fiume Mossy.